# Saint-Génis-des-Fontaines
Saint-Génis-des-Fontaines (Sant Genís de Fontanes en catalán) es una localidad situada en la región de Languedoc-Rosellón, en el departamento de los Pirineos Orientales (comarca histórica del Rosellón). Según datos de 2007 su población era de 2.783 habitantes. 

## Historia
El pueblo se fundó alrededor del monasterio de Sant Genís de Fontanes que marcó el ritmo de la villa hasta su desaparición durante la Revolución francesa.

## Cultura
La antigua iglesia parroquial estaba dedicada a san Miguel. Aparece documentada en 1573 pero no quedan restos de ella. La actual parroquia corresponde a la iglesia del antiguo cenobio que desde 1846 forma parte del patrimonio municipal. El templo es del siglo X y fue ampliado en los siglos XI y XII. La parte más destacada del templo es el dintel de la puerta, considerado una de las primeras muestras del románico. Se cree que es obra del llamado Maestro de Cabestany, autor también del dintel del monasterio de San Andrés de Sureda y de la primitiva portalada del de San Pedro de Rodas.
En el interior del templo se conservan restos de pinturas murales románicas. El claustro se desmontó en 1924 y fue en parte vendido. Se conservan restos del mismo en el Philadelphia Museum of Art y tres de los capiteles se pueden ver en el parisino Museo del Louvre.
Cerca se encuentra el pueblo de Cabanes en la que puede verse la capilla de Santa Coloma. Se trata de un edificio prerrománico con un ábside rectangular que se encuentra en mal estado de conservación. El transepto se construyó en el siglo XV utilizando capiteles románicos procedentes de Sant Andreu de Sureda. Aquí se encontraba un antiguo priorato, dependiente del cenobio de Sureda.

## Economía
La base económica es la agricultura, destacando el cultivo de la viña. Se producen vinos que tienen denominación de origen controlada. Su proximidad con la costa ha hecho que el turismo se convierta en otra de las principales fuentes de ingresos de la población.